# Mimi Heinrich
Mimi Heinrich (født 1. november 1936 i København, død 31. maj 2017) var en dansk skuespillerinde.
Hun afsluttede den toårige skuespilleruddannelse på Det ny Teaters elevskole i 1957 og debuterede på Det ny Teater. Hun optrådte bl.a. i Cirkusrevyen og på Ungdommens Teater, ligesom hun har medvirket i en række film fra 1954 til 1965. 
1962 – 1974 var hun bosat i Hollywood.
Mimi Heinrich udgav romanen En by i sort og hvidt (1970), digtsamlingen Her bor vi og her er dejligt (1981) samt cd'en Sangen er et eventyr: Sange over H. C. Andersens eventyr (1994) med tekst af Mimi Heinrich til musik af hendes søn Frederik Magle.
Mimi Heinrich var gift tre gange. Første gang med den amerikanske forfatter Kells Elvins, der døde i 1962. Efter hans død giftede hun sig med amerikaneren Joseph Dubin, leder af den juridiske afdeling ved filmselskabet Universals. Efter skilsmisse og hjemkomst til Danmark bosatte hun sig i Stubbekøbing på Falster og giftede sig med den danske maler og billedhugger Christian Reesen Magle, med hvem hun fik sønnen, organist og komponist Frederik Reesen Magle.

## Udvalgt filmografi
| År   | Titel                   | Rolle                              | Noter |
| ---- | ----------------------- | ---------------------------------- | ----- |
| 1954 | Jan går til filmen      |                                    |       |
| 1954 | Karen, Maren og Mette   |                                    |       |
| 1955 | Blændværk               |                                    |       |
| 1956 | Den store gavtyv        |                                    |       |
| 1956 | Færgekroen              |                                    |       |
| 1956 | Vi som går stjernevejen |                                    |       |
| 1957 | Ingen tid til kærtegn   |                                    |       |
| 1957 | Skovridergården         |                                    |       |
| 1958 | Seksdagesløbet          |                                    |       |
| 1960 | Forelsket i København   |                                    |       |
| 1961 | Komtessen               |                                    |       |
| 1961 | Reptilicus              | Karen Martens, professorens datter |       |
| 1964 | Slottet                 |                                    |       |